# Кайґецудо Анті
Кайґецудо Анті (д/н — після 1716) — японський художник періоду Едо. Представник школи малювання Кайґецудо. Китайська вимова імені «Анті» в японському написані звучить як Ясутомо. Тому його іноді називають Кайґецудо Ясутомо.

## Життєпис
Про життя мало відомостей. Був єдиним учнем художника Кайґецудо Андо, який користувався псевдонімом, що починається з першого ієрогліфа імені вчителя — Ан (安). З огляду на це висувається гіпотеза, що Анті був сином або іншим родичем Андо. Але виявилося, що прізвищем Анті було Тьойодо.

## Творчість
Працював у жанрі укійо-е і бідзінга (зображення красунь). Художній стиль вирізнявся стриманістю й аристократизмом. Основна тема робіт — жінки з кварталу Йошівара. Зображені в повний зріст, зовні відсторонені, задумливі, часом з виразом байдужості й навіть зверхності на обличчях, чуттєво прекрасні героїні створювали ідеалізований образ куртизанки, фатальної, демонічної жінки (акуба). Незважаючи на величезну кількість робіт, виконаних художником за життя, до нашого часу дійшло не більше 10 його гравюр.
Після висилки вчителя з Едо в 1714 році, звернулися до техніки ксилографії. Чорно-білі гравюри Кайґецудо Анті були цікавіші й ефектніші, оскільки малюнок художника з його нехитрими лініями і подовженими формами якнайкраще годився для друкованих видань. Елегантний стиль справив визначальний вплив на творчість Торії Кійонага і став основою для пізніших пошуків Кітаґава Утамаро.